# 트랜스메타 크루소

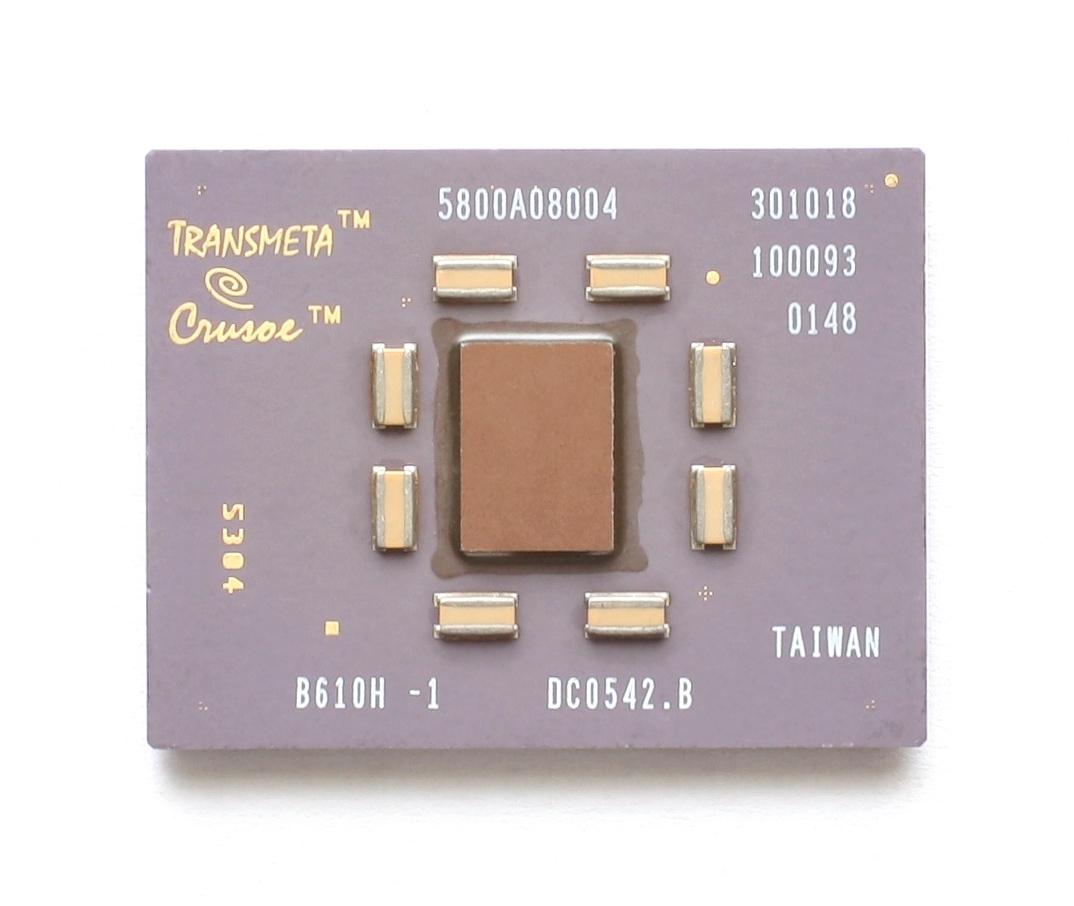
트랜스메타 크루소

전자공학 분야에서, 크루소(Crusoe)은 트랜스메타가 제조하는 마이크로프로세서 패밀리를 일컫는다. 크루소 프로세서들은 베리 롱 인스트럭션 워드(VLIW) 하드웨어 "코어"를 사용한다. 그 위에 소프트웨어 추상화 레이어가 하나 있는데, 다시 말해 이것은 코드 모핑 소프트웨어(Code Morphing Software, CMS)라고 알려져 있는, 일종의 가상 머신이다. 코드 모핑 소프트웨어(CMS)는 수행할 프로그램이 갖고 있는 기계어 인스트럭션들을"코어"에 맞는 네이티브 명령어로 변환해 준다. 이러한 방법으로 이 칩은 다른 형태의 컴퓨터 아키텍처의 명령 집합을 에뮬레이트해준다.
현재, 크루소 칩은 인텔 x86 명령어 집합을 에뮬레이트하도록 되어 있다. 이론적으로는, CMS를 수정하여 다른 명령어 스트림을 다룰 수 있게 조정될 수 있다. (다시 말해, 다른 프로세서도 에뮬레이트하게 한다는 말이다.)
x86 인스트럭션과 하드웨어 사이에 추상화 레이어를 하나 두었다는 말은, 호환성 저하없이, 하드웨어 아키텍처가 수정될 수 있다는 말이 된다. 요컨데, 제2세대 크루소 칩인, 에피시온은, 제1세대 칩의 128 비트 너비의 VLIW 코어 대신 256 비트 너비의 VLIW 코어를 갖고 있다.
크루소 칩은 에전에는 하드웨어로 수행되었던 몇 가지 기능(예를 들어, 명령어 재정렬)을 소프트웨어적으로 수행한다. 이 때문에 하드웨어가 간단해졌고 트랜지스터 수가 줄어들었다. 하드웨어가 비교적 간단해졌기 때문에, 같은 클럭에서 도는 x86 프로세서에 비해, 전력을 덜 소비할 수 있게 되었다.
크루소라는 이름은 소설에 나오는 가공 인물 로빈슨 크루소에서 따왔다.

## 제품
- Compaq TC1000
- Compaq T5515 Thin Client
- 플라이북
- Fujitsu LifeBook P1120
- NEC PowerMate Eco (the Earth Friendly Computer)
- NEC Versa DayLite/UltraLite
- Sharp Actius MM10
- TDV Vison V800XPT Tablet
- OQO Model 01 and 01+
- ECS EZ-Tablet EZ30

## 같이 보기
- 이피시온